# Amphipteryx chiapensis
Amphipteryx chiapensis – gatunek ważki z rodziny Amphipterygidae. Występuje w meksykańskim stanie Chiapas.